# Luis Paulino Mora Mora
Luis Paulino Mora (San José, 8 de abril de 1944 - 17 de febrero de 2013) fue un político y abogado costarricense que ejerció el cargo de Presidente de la Corte Suprema de Justicia entre 1999 y 2013.
Sus padres fueron Víctor Manuel Mora y Juana Mora Delgado. Contrajo nupcias con Nora María Lizano Castillo.
Se graduó de abogado en la Universidad de Costa Rica, donde posteriormente fue profesor de Derecho Penal. También impartió lecciones en la Universidad Autónoma de Centro América, la Universidad Escuela Libre de Derecho, la Escuela Judicial y otras instituciones.

## Carrera como Juez Penal
Fue Juez Penal y Titular de Menores de Limón (1969-1975), Juez Primero Penal de San José (1975) y Juez Superior Penal de San José (1975-1983). En 1983 fue elegido como Magistrado de la Sala Tercera de Casación de la Corte Suprema de Justicia, cargo que desempeñó hasta 1985. 

## ILANUD
De 1985 a 1986 fue director del Área de Asistencia Técnica del Instituto Latinoamericano de las Naciones Unidas para la Prevención del Delito y Tratamiento del Delincuente (ILANUD).

## Ministro de Justicia
De 1986 a 1989 fue Ministro de Justicia y Gracia en la primera administración de Óscar Arias Sánchez.

## Magistrado de la Sala Constitucional
En 1989 la Asamblea Legislativa lo eligió como magistrado de la Sala Constitucional de la Corte Suprema de Justicia de Costa Rica para el período 1989-1997, y fue reelegido en 1997 y 2005. En 1999 fue elegido presidente de la Corte Suprema de Justicia.

## Autor
Es autor de numerosos artículos sobre temas penales y ha participado en múltiples actividades de capacitación y en la redacción de importantes proyectos de ley.[cita requerida]

## Fallecimiento
Falleció en San José, el 17 de febrero de 2013 a los 68 años de edad, a causa de una bronconeumonia provocada por Estafilococo Aureus y complicada por diabetes e hipertensión arterial.